# عزلة بني شرعب (ريمة)
عزلة بني شرعب هي إحدى عزل مديرية بلاد الطعام في محافظة ريمة اليمنية ويبلغ تعداد سكانها 3843 نسمة حسب التعداد السكاني في اليمن لعام 2004.

## القرى التابعة للعزلة
القرى التابعة لعزلة بني شرعب وهي :
| القرية  | عدد المساكن | عدد الأسر | الذكور | الإناث | الإجمالي  |
| ------- | ----------- | --------- | ------ | ------ | --------- |
| المطيب  | 111         | 109       | 290    | 252    | 642       |
| المحربة | 65          | 51        | 175    | 173    | 348       |
| الكدحة  | 116         | 114       | 311    | 294    | 605       |
| الظهار  | 164         | 161       | 458    | 577    | 1035      |
| المشماط | 85          | 90        | 303    | 385    | 688       |
| جشمان   | 82          | 87        | 222    | 303    | 525       |
| إجمالي  | 623         | 612       | 1759   | 2084   | 3843 نسمة |

## اهم معالم عزلة بني شرعب التاريخيه
- الجهاز المركزي للإحصاء بالجمهورية اليمنية
- المركز الوطني للمعلومات باليمن نسخة محفوظة 10 أبريل 2015 على موقع واي باك مشين.
- World Gazetteer:Yemen
- الدليل الشامل